# Düsseldorfer Straße 112 (Mönchengladbach)

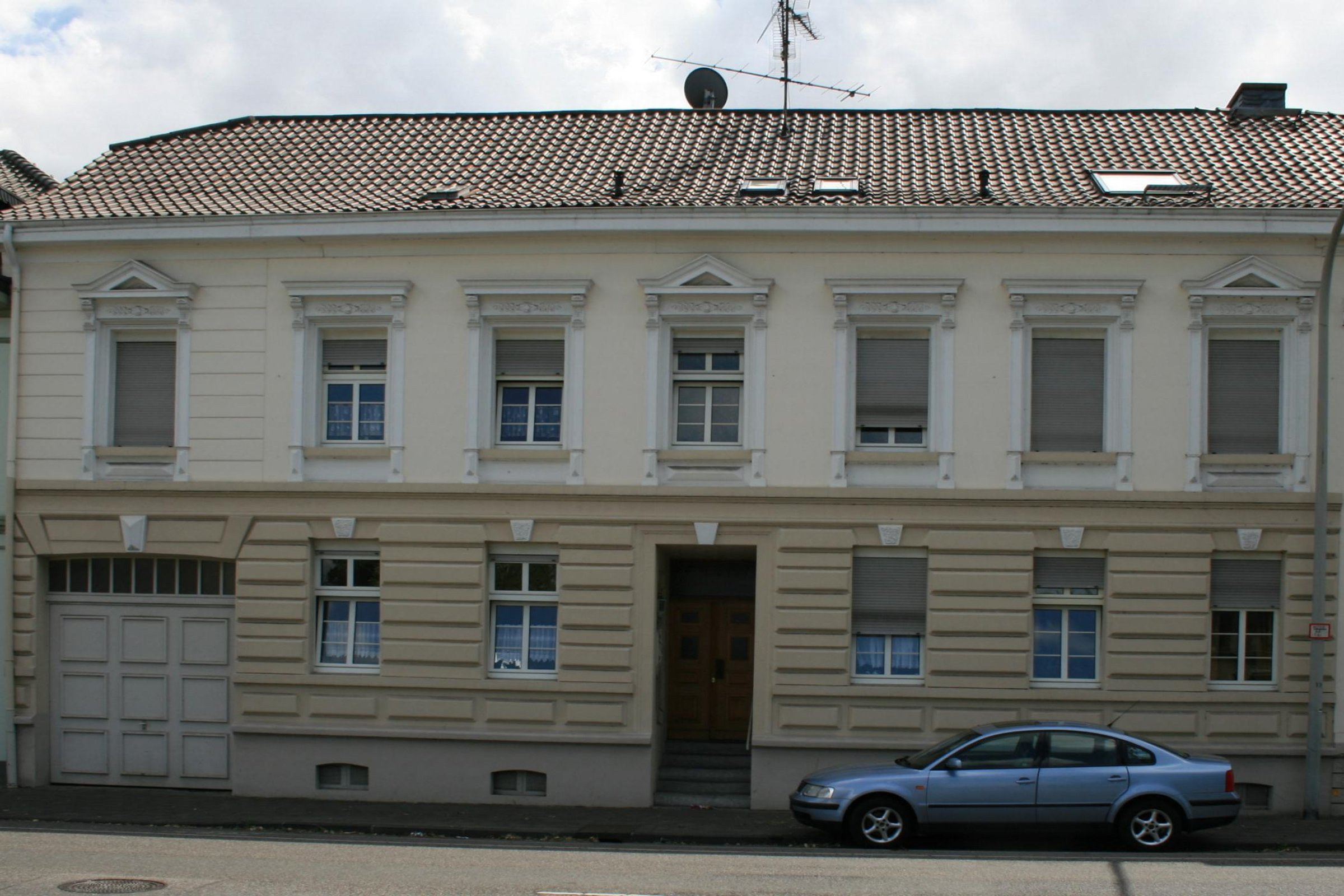
Wohnhaus (2010)

Das Wohnhaus Düsseldorfer Straße 112 steht im Stadtteil Rheydt in Mönchengladbach (Nordrhein-Westfalen).
Das Haus wurde 1899 erbaut und ist unter der Nummer D 024 am 14. September 1993 in die Denkmalliste der Stadt Mönchengladbach eingetragen worden.

## Architektur
Das Objekt ist ein zweigeschossiger breitgelagerter traufständiger Putzbau bei sieben Fensterachsen mit mittelachsigem Hauseingang und linksseitiger Toreinfahrt. Gleiche Traufhöhe, gleiche Dachform und im Prinzip gleicher Baukörper bei lediglich variierender Stuckornamentik lassen auf eine gleichzeitige Erbauung als Doppelhaus mit Nr. 108 schließen. Das Haus wurde im dritten Viertel des 19. Jahrhunderts erbaut. Der Hauseingang wurde 1905 vertieft.